# Kanton Zapotillo

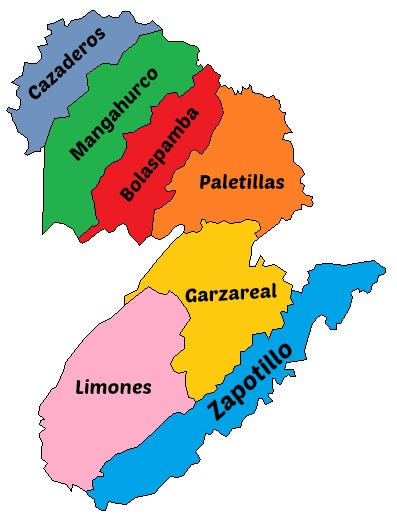
Karte des Kantons Zapotillo mit Parroquias

Der Kanton Zapotillo befindet sich in der Provinz Loja im äußersten Süden von Ecuador. Er besitzt eine Fläche von 1213 km². Im Jahr 2020 lag die Einwohnerzahl schätzungsweise bei 14.000. Verwaltungssitz des Kantons ist die Kleinstadt Zapotillo.

## Lage
Der Kanton Zapotillo befindet sich im Westen der Provinz Loja. Der Kanton erstreckt sich über die Buschlandzone von Tumbes (Matorral tumbesino). Er wird im Südwesten vom Río Chira begrenzt. Der Río Alamor bildet im zentralen Osten die Kantonsgrenze und durchquert im Anschluss den südöstlichen Teil des Kantons. Die Quebrada de Conventos sowie der Río Puyango bilden die nördliche Kantonsgrenze. Der südwestliche Teil des Kantons Zapotillo wird über die Quebrada Cazaderos zum Río Puyango hin entwässert. Der tiefste Punkt im Kanton liegt an der Einmündung des Río Alamor in den Río Chira im äußersten Süden auf einer Höhe von etwa 120 m. Höchster Punkt im Kanton ist der 1075 m hohe Cerro Negro. Die Fernstraße E25 (peruanische Grenze südwestlich von Zapotillo–Arenillas) verläuft entlang der südöstlichen Kantonsgrenze. Im Nordwesten des Kantons befindet sich das Schutzgebiet Reserva Natural Cazaderos.
Der Kanton Zapotillo grenzt im Südosten, im Süden, im Westen und im Norden an Peru, im Osten an die Kantone Macará, Celica, Pindal und Puyango.

## Verwaltungsgliederung
Der Kanton Zapotillo ist in die Parroquias urbana („städtisches Kirchspiel“)
- Zapotillo

sowie in die Parroquias rurales („ländliches Kirchspiel“)
- Bolaspamba
- Cazaderos
- Garzareal
- Limones
- Mangahurco
- Paletillas

gegliedert.

## Geschichte
Der Kanton wurde am 27. August 1980 mit den damaligen Parroquias Zapotillo, Paletillas und Cazaderos gegründet. Zuvor gehörte das Gebiet zu den Kantonen Celica und Puyango.